# Rob Giel
Robert (Rob) Giel (Wassenaar, 8 mei 1930 – Groningen, 25 juli 2009) was een Nederlandse psychiater. Hij was de grondlegger van de psychiatrische epidemiologie in Nederland.

## Levensloop
Na zijn studie geneeskunde aan de Rijksuniversiteit Leiden was hij van 1957 tot 1960 gouvernementsarts in Nieuw-Guinea. Hij was daar onder andere belast met onderzoek naar het voorkomen van tuberculose, malaria en filariasis.
Van 1960 tot 1962 volgde Giel een opleiding tot psychiater aan de Rijksuniversiteit Groningen. In aansluiting daarop deed hij onderzoek naar het beloop van neurosen en andere psychische stoornissen onder studenten aan de Universiteit van Edinburgh. Van 1963 tot 1966 specialiseerde hij zich in de neurologie. Tijdens deze opleiding promoveerde hij in 1965 op Een catamnestisch onderzoek van 100 neurotische patiënten. Vanaf september 1969 tot aan zijn emeritaat in 1995 was Giel verbonden aan de Rijksuniversiteit in Groningen, eerst als lector, later als hoogleraar Sociale Psychiatrie. In de laatste hoedanigheid leidde hij 33 promoties.
Giel was onder andere lid van de Commissie van Overleg Nederlanders-Zuid-Molukkers (commissie-Köbben). Ook vervulde hij redacteurschappen en publiceerde hij zowel nationaal als internationaal. Daarnaast was hij actief als adviseur van de Wereldgezondheidsorganisatie (WHO), waarvoor hij vele reizen maakte, onder andere naar Oost-Europa, het Midden-Oosten, Indonesië en Afrika. Van 1966 tot 1969 was Giel als associate professor verbonden aan de toenmalige Haile Selassie I Universiteit in Addis Abeba, Ethiopië. Zowel voor als na zijn verbondenheid aan de universiteit in Addis Abeba bleef hij in contact met de Nederlands-Ethiopische psychiater dr. Assefa Negash, specialist op het gebied van transculturele psychiatrie en trauma. Giel liet zijn manuscripten regelmatig lezen door Negash die nog steeds werkzaam is als psychiater.
Bij zijn emeritaat in 1995 werd Giel benoemd tot ridder in de Orde van de Nederlandse Leeuw. In Groningen is het Rob Giel Onderzoekcentrum naar hem vernoemd. In 2007 verscheen zijn dichtbundel "Onderweg", met als ondertitel "Even blijven staan, kijken en dan zien". Giel was lid van de KNAW en overleed op 25 juli 2009. 